# Masateotl Corona
Masateotl Corona est une corona, formation géologique en forme de couronne, située sur la planète Vénus par -53° S et 244° E. Elle est localisée dans le quadrangle de Godiva. Elle a été nommée en référence à Masateotl, déesse aztèque de l'amour et de la fertilité. 

## Géographie et géologie
Masateotl Corona couvre une surface circulaire d'environ 180 km de diamètre. 